# Winifred McNair
Winifred McNair (8 de Agosto de 1877 - 28 de Março de 1954) foi uma tenista britânica.

## Grand Slam finais

### Singles (1 Vice)
| Ano   | Torneio   | Oponente                  | Placar   |
| 19131 | Wimbledon | Dorothea Lambert Chambers | 6–0, 6–4 |

### Duplas (1 título)
| Ano  | Torneio   | Parceira     | Oponentes                                         | Placar           |
| 1913 | Wimbledon | Dora Boothby | Charlotte Cooper Sterry Dorothea Lambert Chambers | 4–6, 2–4 retired |